# 市川元教
市川 元教（いちかわ もとのり）は、戦国時代から安土桃山時代にかけての武将。毛利氏の家臣。父は山口奉行を務めた市川経好。

## 生涯
毛利氏家臣で山口奉行を務める市川経好の嫡男として生まれる。
天正6年（1578年）に豊後国の大友義鎮（宗麟）に内応し反乱を企てたが、そのことを父・経好に察知され、経好の密命を受けた雑賀隆利や内藤元輔らによって殺害された。
活動期間が短いため、その人生には不明点が多い。毛利一門であり、父母も武器を取って大友氏の勢力と戦っていたにもかかわらず、何故大友氏の誘いに乗ったのか、その理由は不明である。
また、元教は謡曲「采女の山郭公」の小鼓が得意であったため、元教の死後、山口では采女を謡うことを控えたと言われている。

## 参考資料
- 『萩藩閥閲録』巻140「市川三右衛門」
- 岡部忠夫編『萩藩諸家系譜』（マツノ書店、1999年復刻）